# 장경동 (목사)
장경동(張坰東, 1956년 7월 7일 ~ )은 대한민국의 목사이다. 대전광역시 중문교회의 담임목사로 재직중이다.